# Terra-Man
Terra-Man è un personaggio immaginario comprimario dell'universo narrativo di Superman. La sua caratteristica è usare tecnologia futuristica in stile western. Venne ideato da Curt Swan, Cary Bates e Dick Dillin. Il personaggio è originario del XIX secolo quando venne rapito da alcuni alieni i quali gli insegnano a essere un "fuorilegge interstellare".

## Caratterizzazione
Tobias "Toby" Manning nacque in Stati Uniti d'America nel 1878, figlio del fuorilegge Jess Manning; all'età di dieci anni incontrò un alieno chiamato il Collezionista - famoso per collezionare cose di grande rarità, dalle persone agli oggetti - il quale reclutò il giovane poiché era rimasto affascinato dal colpo che gli aveva tirato il giovane. Il Collezionista decise di cancellarne la memoria facendogli dimenticare la morte del padre, ucciso dal Collezionista. Tobias allora lasciò la Terra e viaggiò per molti anni con il Collezionista rubando nei vari pianeti dell'universo, con il nome di Terra-Man. Col tempo però riacquisì la memoria e uccise il Collezionista. Una volta ritornato sulla Terra scoprì che l'alta velocità aveva rallentato il suo invecchiamento e che sulla Terra era passato oltre un secolo. Qui egli continuò la sua attività criminale, scontrandosi anche con Superman.